# Rashid Behbudov
Rashid Behbudov (en azerí: Rəşid Behbudov) fue un cantante y actor de Azerbaiyán.

## Vida

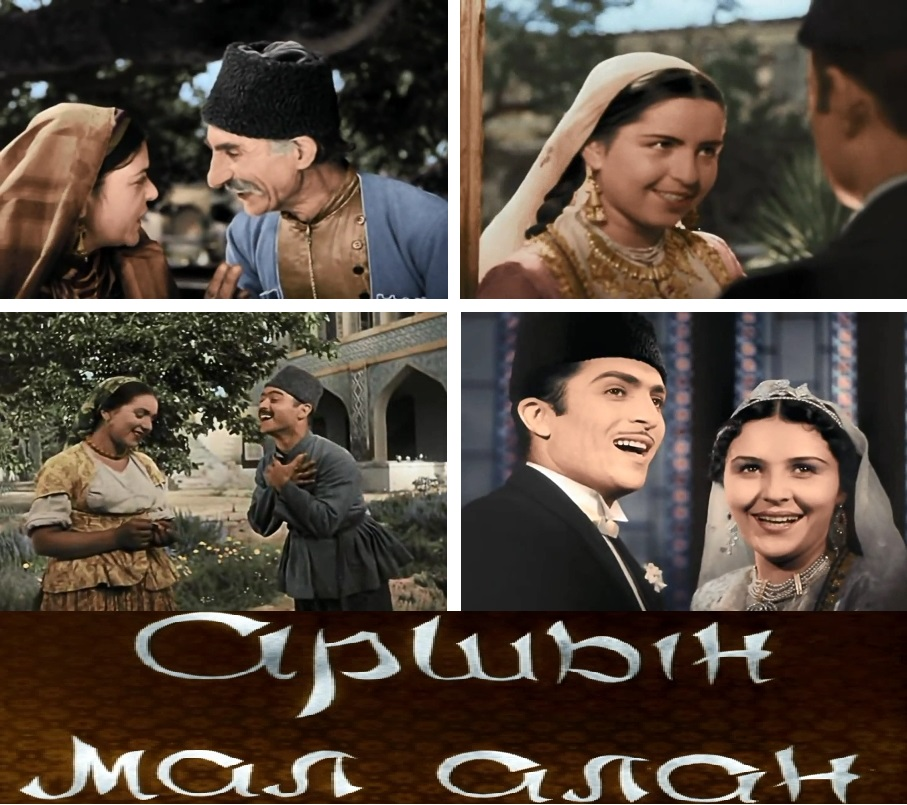
La escena de la película “Arshin Mal Alan”

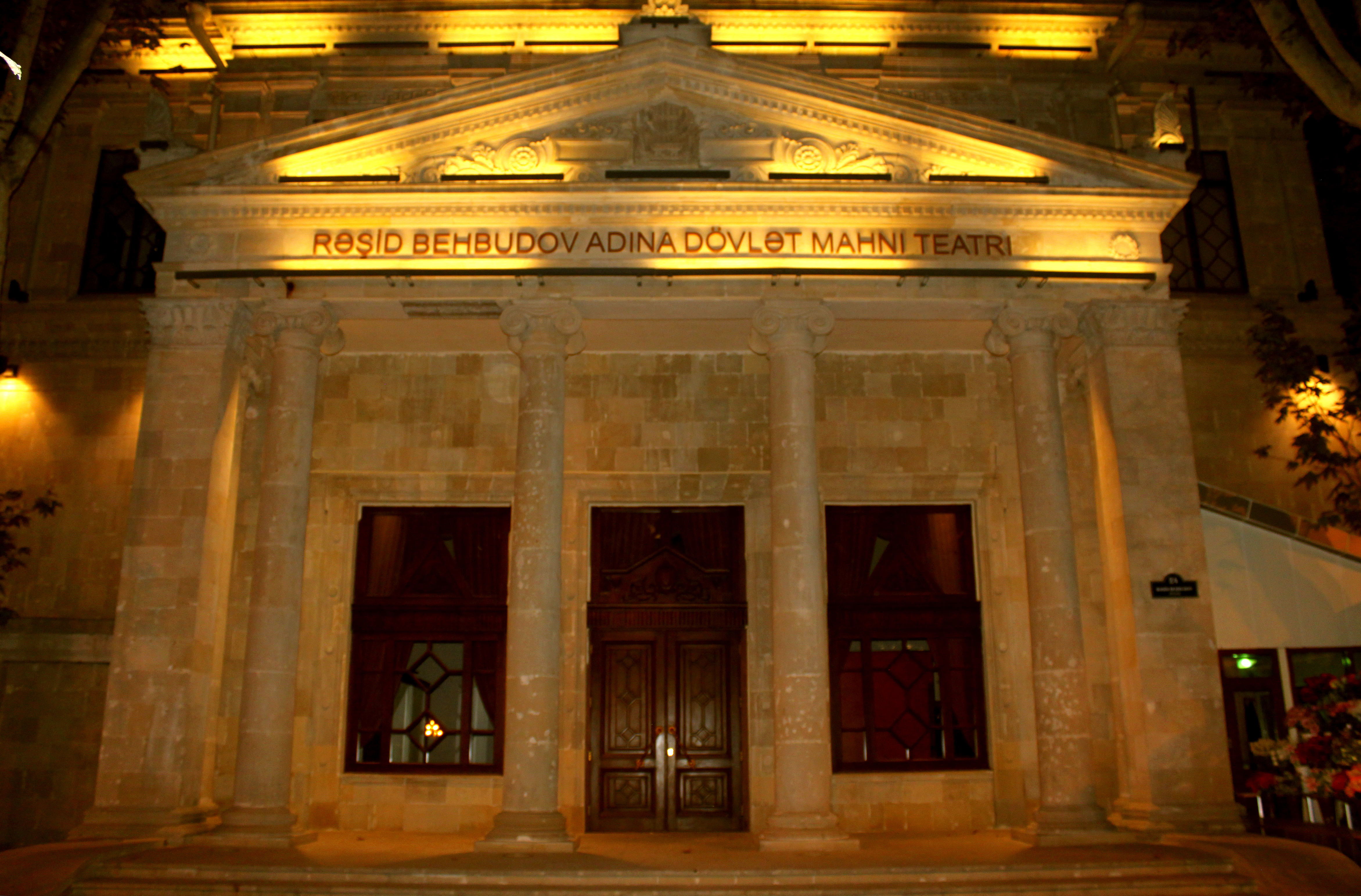
El Teatro de Música Estatal en nombre de Rashid Behbudov

Rashid Behbudov nació el 14 de diciembre de 1915 en Tiflis. Su padre, Majid Behbudov, también fue el cantante. Su madre fue la profesora en las escuelas de Azerbaiyán en Tiflis.
De 1938 a 1940, Rashid se movió a Armenia y trabajó en la Filarmónica Estatal de Ereván. En 1945 Rashid Behbudov fue a Bakú por la invitación de Tofig Guliyev. En el mismo año Rashid actuó en la película “Arshin Mal Alan”, basada en la comedia musical de Uzeyir Hajibeyov. La película logró un gran éxito en la Unión Soviética y muchos países extranjeros. A principios de la década de 1950 Rashid Behbudov ofreció muchos conciertos en Irán, Irak, Siria, Egipto, Jordania, Turquía, China, India, Japón, Bulgaria, Hungría, Gran Bretaña, Italia, Finlandia, Polonia y América Latina.
En 1966 Rashid Behbudov creó el Teatro de Canción Estatal de Azerbaiyán en Bakú, que todavía lleva su nombre.
Rashid Behbudov murió en Moscú en 1989 y fue enterrado en Bakú, en el Callejón de Honor.
En los años 1996-2015 se emitieron los sellos postales en honor de Rashid Behbudov en Azerbaiyán. En junio de 2016 se erigió el monumento de Rashid Behbudov enfrente del Teatro de Música Estatal en Bakú. El autor del monumento es el Artista del Pueblo de Azerbaiyán, Fuad Salayev.

## Premios
- Premio Stalin del Estado (1946)

- Artista del Pueblo de la RSS de Azerbaiyán (1951)

- Artista del pueblo de la URSS (artes escénicas) (1959)

- Orden de la Bandera Roja del Trabajo (1966)

- Orden de Lenin (1976, 1980)

- Héroe del Trabajo Socialista (1980)

- Orden de la Amistad de los Pueblos (1985)